# Козлов-Качан Вулкан Миколайович
Вулка́н Микола́йович Козло́в-Кача́н (нар. 1924, Гертопанове, сучасний Бобринецький район) — письменник.

## Життєпис
До травня 1941 р. проживав у Кіровограді, навчався в середній школі та аероклубі, після закінчення якого, направлений в Одеську військову авіаційну школу пілотів.
У 1941—1946 рр. перебував у лавах Радянської Армії, учасник Другої світової війни.
У 1946—1970 роках працював у органах державної безпеки.
Має державні нагороди.

## Твори
У видавництві «Карпати» вийшли його твори
- «Люди і вовки»,
- «Пробуджений пострілом»,
- «Кальмар»,
- «Секунди віку»,
- «В степах Громоклії».